# 5547 Acadiau
Az 5547 Acadiau (ideiglenes jelöléssel 1980 LE1) a Naprendszer kisbolygóövében található aszteroida. Carolyn Shoemaker fedezte fel 1980. június 11-én.